# Kamegawa Seibu
Kamegawa Ueekata Seibu (亀川 親方 盛武) (1808 – 13 novembre 1880) aussi connu sous son nom de style chinois Mō Inryō (毛 允良), est un aristocrate et fonctionnaire du gouvernement du royaume de Ryūkyū. Il est membre du Sanshikan de 1871 à 1872.